# Xhemal Zogu
Xhemal Pasha Zogu (noto anche come Xhemal Zogolli, scritto anche come Jemal, Jamal o Djemal; Lis, 1860 – Lis, 1911) è stato un politico albanese, governatore ereditario di Mat e padre del re Zog I di Albania.

## Biografia
Xhemal Pasha Zogu, nato Xhemal Zogolli, nacque nel 1860 nel Castello di Burgajet, nella città albanese di Lis, all'epoca parte dell'Impero ottomano.
Era il terzo figlio di Xhelal Pasha Zogolli e Ruhije Alltuni, dopo Rıza Zogolli e Zia Zogolli. Istruito privatamente, successe al fratello maggiore Rıza nella carica di governatore ereditario di Mat.
Durante la Grande crisi d'Oriente, partecipò all'incontro dei notabili albanesi di Debar del 1880, durante il quale discussero della cessione ottamana di Dulcigno al Montenegro, e si schierò con la fazione filogovernativa, che sosteneva la neutralità albanese nella questione e l'allineamento con l'Impero ottomano contro un'eventuale dichiarazione d'indipendenza albanese.

## Famiglia e discendenza
Xhemal Zogu ebbe due mogli, da cui ebbe tre figli e sei figlie, più un figlio morto durante il parto:
- Zenja Malika Hanem (1860-1884). Nata e morta al Castello di Burgajet, chiamata anche Melek Hanem, era una sua cugina materna. Ebbero due figli, di cui il secondo morto alla nascita insieme alla madre: 
  - Principe Xhelal Zogu di Albania (1881 - 1944). Politico albanese. Si sposò quattro volte ed ebbe quattro figli e quattro figlie.
  - Figlio nato morto (1884)

- Sadije Toptani  (1876-1934). Da lei ebbe due figli e sei figlie:
  - Principessa Adile Zogu di Albania (1890 - 1966). Sposata una volta, ebbe tre figli e due figlie.
  - Re Zog I di Albania (1895 - 1961). Ebbe un figlio.
  - Principessa Nafije Zogu di Albania (1896 - 1955). Sposata una volta, ebbe un figlio.
  - Figlio morto infante
  - Principessa Senije Zogu di Albania (1903 - 1969). Sposò Şehzade Mehmed Abid, diventando una principessa dell'Impero ottomano. Non ebbe figli.
  - Principessa Myzejen Zogu di Albania (1905 - 1969). Nubile e senza figli.
  - Principessa Ruhije Zogu di Albania (1906 - 1948). Nubile e senza figli.
  - Principessa Maxhide Zogu di Albania (1907 - 1969). Nubile e senza figli.